# Kapala romandi
Kapala romandi is een vliesvleugelig insect uit de familie Eucharitidae. De wetenschappelijke naam is voor het eerst geldig gepubliceerd in 1844 door Guérin-Méneville.